# Mister K
Mister K va ser una revista de còmics publicada a tot color per Ediciones El Jueves des d'octubre de 2004 fins a desembre de 2006. Dirigida per Maikel, tots els seus autors eren autòctons i la majoria novells, estava orientant a un públic infantil-juvenil. Va aconseguir els 55 números, cadascun dels quals estava centrat en un tema (des dels mòbils fins a l'hivern, passant per la pel·lícula Madagascar o Els Simpson). Comprenia seccions d'actualitat (Eskaparate), acudits (Risarapid), entrevistes (Yo también fui joven), del lector (¿Qué te kuentas?) i passatemps (Komecocos), però sobretot còmics. Entre les sèries que va publicar, destaquen Carlitos Fax i Harry Pórrez, recopilades posteriorment en el si de la col·lecció K-Libros.

## Trajectòria
El 6 d'octubre de 2004, Ediciones El Jueves va llançar al mercat el primer número de Mister K de franc amb el diari Metro i amb el número extra de El Jueves sobre els Estats Units. Fent gala del seu subtítol ("l'altra revista que surt els dimecres"), els seus següents números, tots de 56 pàgines, van aparèixer setmanalment en els quioscs, a un preu d'1,20 €. Els seus primers números incloïen:
| Publicació | Números | Títol                 | Autoria                                     |
| ---------- | ------- | --------------------- | ------------------------------------------- |
| 6/10/2004  | 0,      | Shok y Spik           | Maikel                                      |
| 6/10/2004  | 0,      | Clases con Guasa      | Kiko da Silva                               |
| 6/10/2004  | 0,      | Carlitos Fax          | Albert Monteys                              |
| 6/10/2004  | 0,      | Rocket B              | Javi Montes, Miguel Robledo                 |
| 6/10/2004  | 0,      | Zorgo                 | Luis Bustos                                 |
| 6/10/2004  | 0,      | Chinche               | Pep i Marc Brocal                           |
| 6/10/2004  | 0,      | KCine                 | Miguel A. Parra, Álex Romero                |
| 6/10/2004  | 0,      | El mundo de Judy      | Jordi Lafebre, Toni Font                    |
| 6/10/2004  | 0,      | El Profesor Trozotiza | Jota Jota                                   |
| 6/10/2004  | 0,      | Kiko Kiosco           | Enrique Bonet                               |
| 6/10/2004  | 0,      | Malas pulgadas        | Alberto Guitián                             |
| 6/10/2004  | 0,      | Olga y Héctor         | José Luis Ágreda                            |
| 6/10/2004  | 0,      | Harry Pórrez          | Bernardo Vergara/EnriqueCarlos/Víctor Rivas |
| 6/10/2004  | 0,      | Sam                   | Härringer                                   |
| 6/10/2004  | 0,      | Yeti                  | Santy                                       |
| 6/10/2004  | 0,      | Turisteo              | Kiko da Silva                               |
| 6/10/2004  | 0,      | Crononautas           | Javi Rodríguez                              |
| 6/10/2004  | 0,      | Multiman              | Bernardo Vergara/Sanvi                      |

A partir del número 38 (inclòs), la revista augmentà el seu nombre de pàgines a 100 i el seu preu a 2,50 €, distribuint amb periodicitat mensual els dies 20 de cada mes.
Al Saló del Còmic de Barcelona de 2005, va obtenir el premi a la millor revista de l'any anterior.
En el seu número 49, corresponent al mes de maig de 2006, es van estrenar tres noves sèries: Malacara Jack d'Ángel A. Svoboda, Los casos del Inspector Einstein de José Angel Lopetegi i La familia Pesadilla.
La revista va desaparèixer amb el seu número 55, publicat el 20 de desembre de 2006, malgrat els intents de l'editorial per mantenir-la.